# Альошка і Валет
«Альошка і Валет» — радянський художній фільм 1977 року, знятий режисером Ігорем Негреску на студії «Київнаукфільм».

## Сюжет
Про зворушливу дружбу хлопчика Альоші та собаки Валета. До діда в заповідник із міста на літні канікули приїхав Альошка. Тут на нього чекав сюрприз: у будинку з'явився великий чорний пес — Валет, його залишив Стьопка, сусід, який виїхав на заробітки. Вони одразу потоваришували, хлопчик і собака. Удвох на човні вони подорожували річковими протоками, зарослими очеретом, рятували впійману браконьєрськими сітями рибу, спостерігали, як ростуть маленькі олені, яких недавно привезли до заповідника. Але одного разу сталося лихо: хтось сильно поранив Хвостика, маленького оленя. Всі вирішили, що це зробив Валет, і тільки Альошка був упевнений, що Валет не винний. У фільмі показана дивовижна краса заповідника та життя його мешканців.

## У ролях
- Альоша Березовський — Альоша
- Микола Гаврилов — Лукіч
- Микола Федорцов — Паша
- Анатолій Юрченко — Стьопка

## Знімальна група
- Сценарист і режисер — Ігор Негреску
- Оператор — Володимир Преображенський
- Художник — Юрій Шишков